# Orixa japonica
Orixa japonica ist eine Pflanzenart aus der Familie der Rautengewächse (Rutaceae). Sie ist der einzige Vertreter der monotypischen Gattung Orixa. Außer dem eingedeutschten Wort „Orixie“ besitzt diese Art keinen deutschen Namen.

## Beschreibung

### Wuchsform und Blätter
Orixa japonica ist ein laubabwerfender Strauch, der Wuchshöhen bis zu 3 Meter erreicht. Die Rinde ist gräulich. Die wechselständigen, elliptisch bis verkehrt-eiförmigen, ganzrandigen, 5 bis 12 cm langen und 3 bis 7 cm breiten Laubblätter sind oberseits dunkelgrün und unterseits etwas heller gefärbt. Der Blattstiel ist 0,5 bis 1 cm lang. Die Blätter riechen beim Zerreiben aromatisch. Orixa japonica zeigt eine eigenartige Phyllotaxis, welche als „Orixa-Typ“ bezeichnet wird. Die Blattreihenfolge lautet dabei wie folgt: kleines Blatt auf linker Seite, großes Blatt auf linker Seite, kleines Blatt auf rechter Seite, großes Blatt auf rechter Seite usw., wobei die größeren Blätter eher auf der Oberseite der horizontal wachsenden Sprosse entspringen und die kleinen Blätter eher an der Unterseite austreten (Bell 1994). Im Herbst verfärben sich die Blätter gelb.

### Blütenstände und Blüten

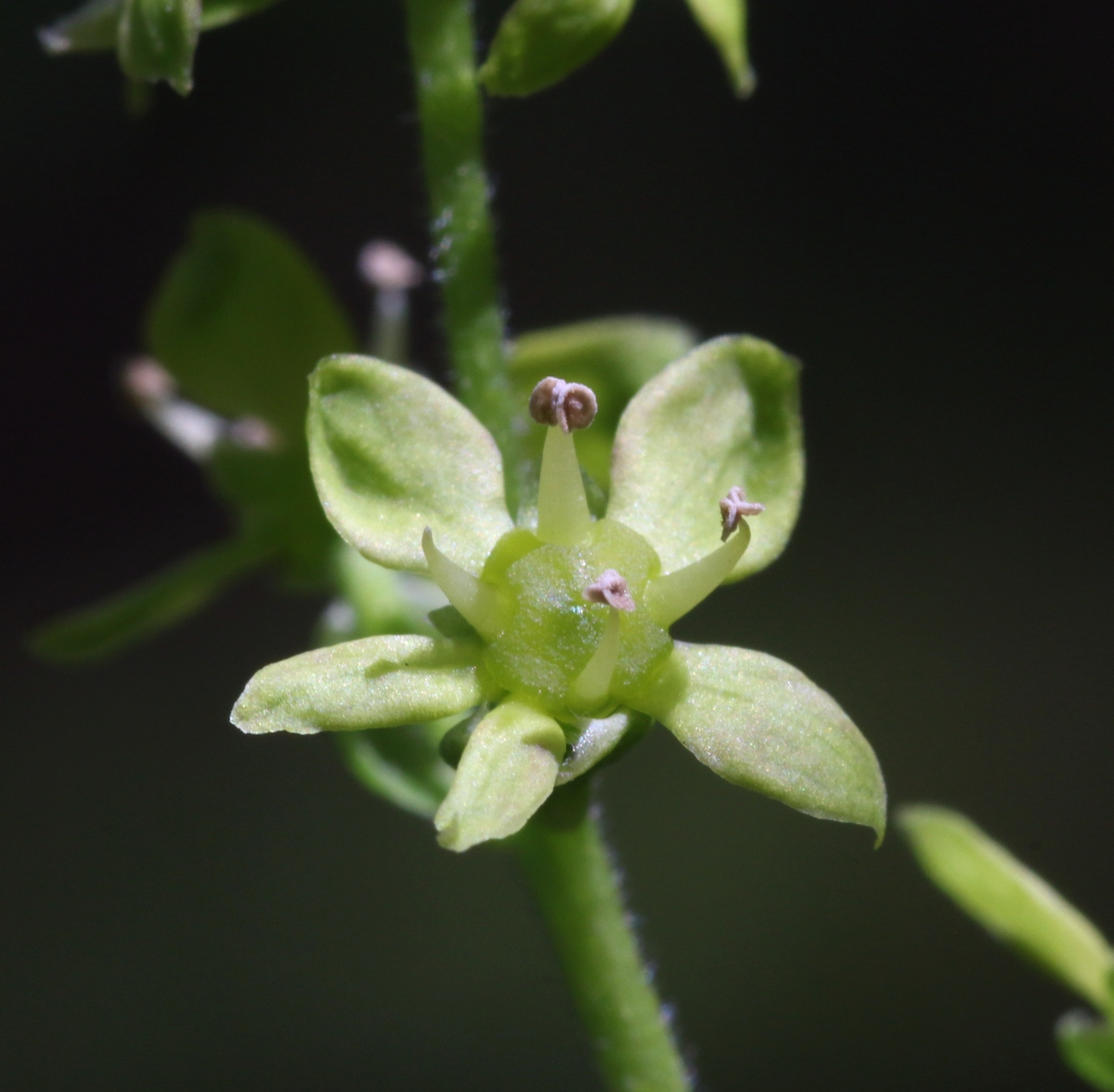
Männliche Einzelblüte

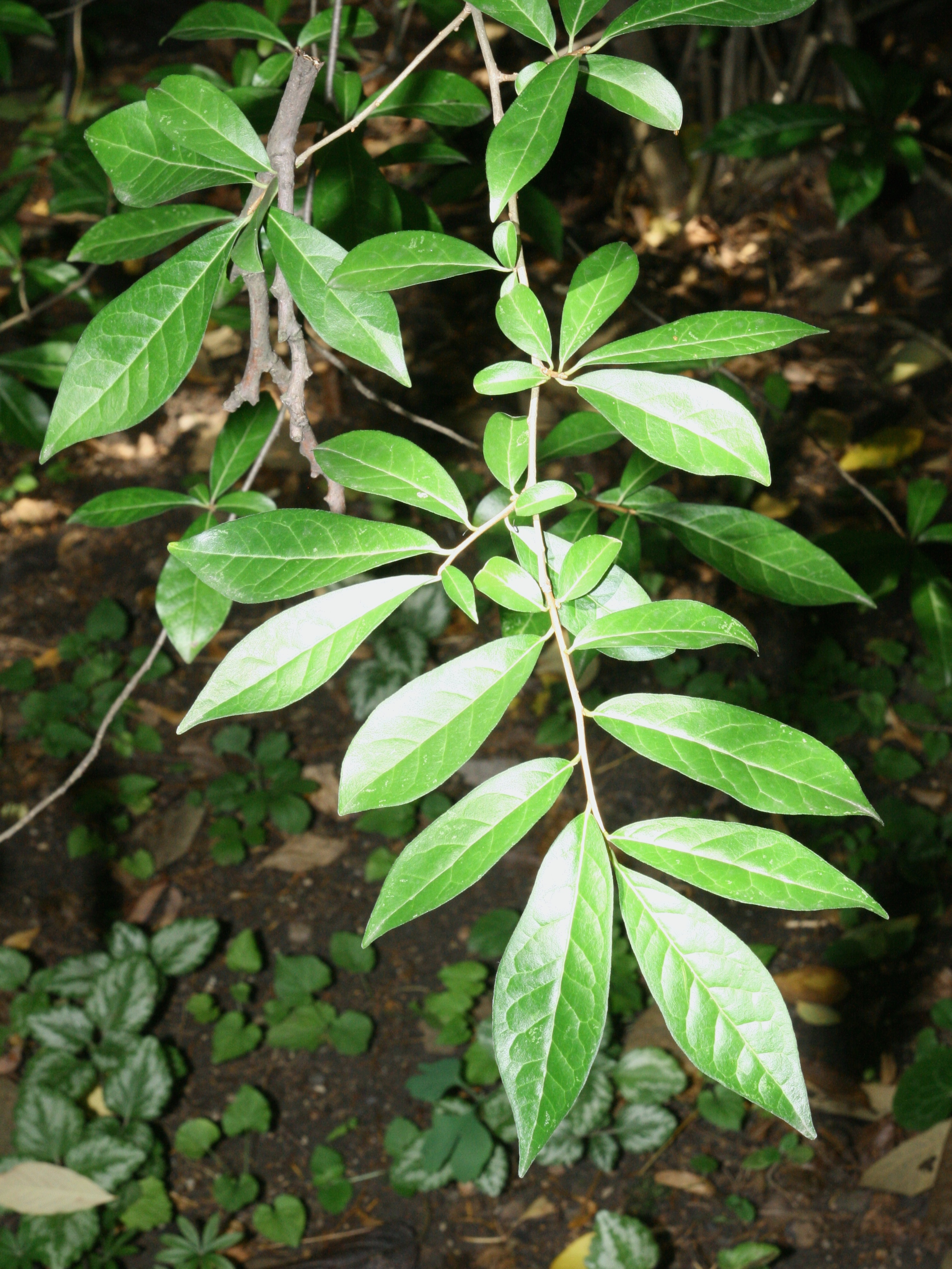
Blattstellung von Orixa japonica

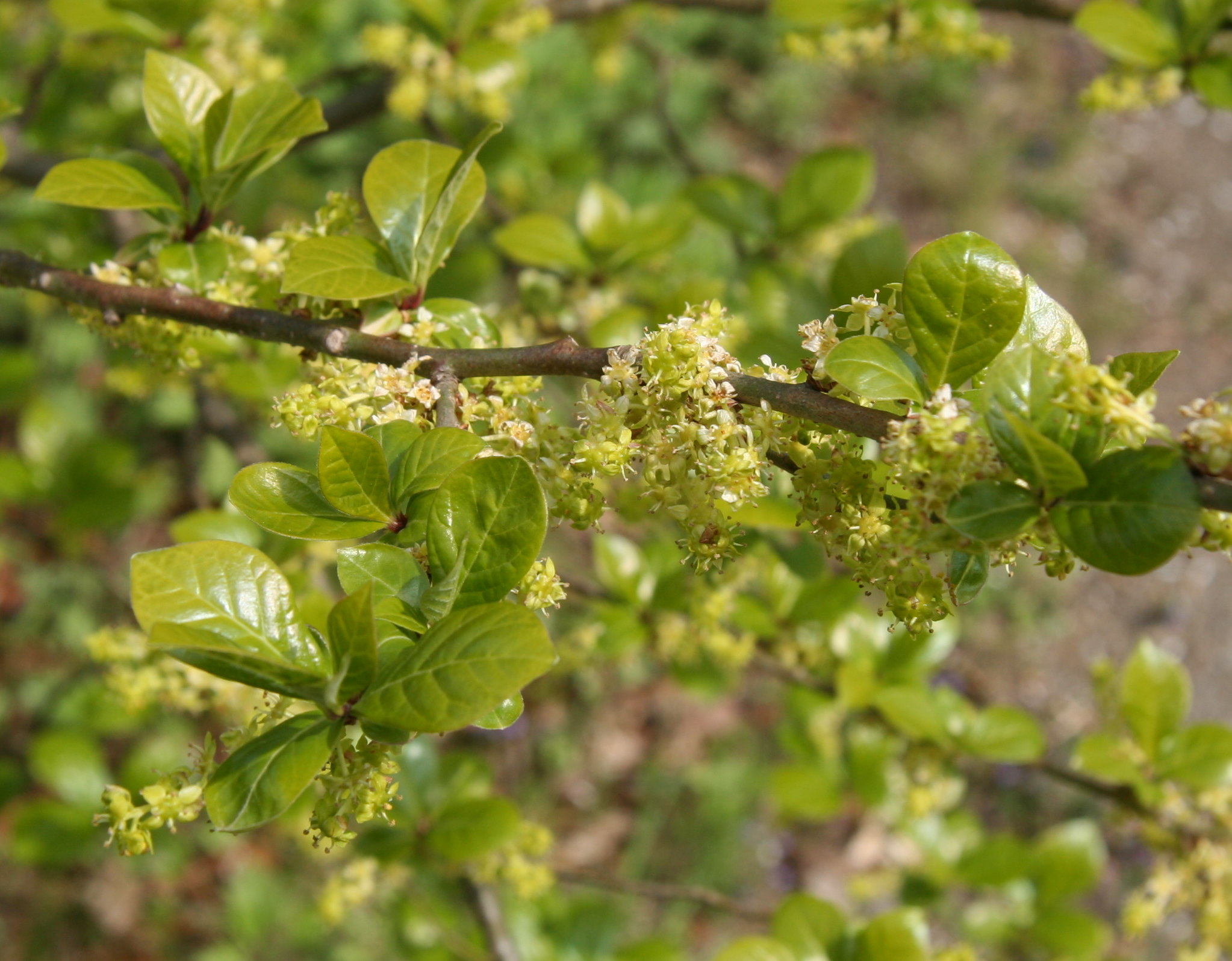
Orixa japonica in Blüte

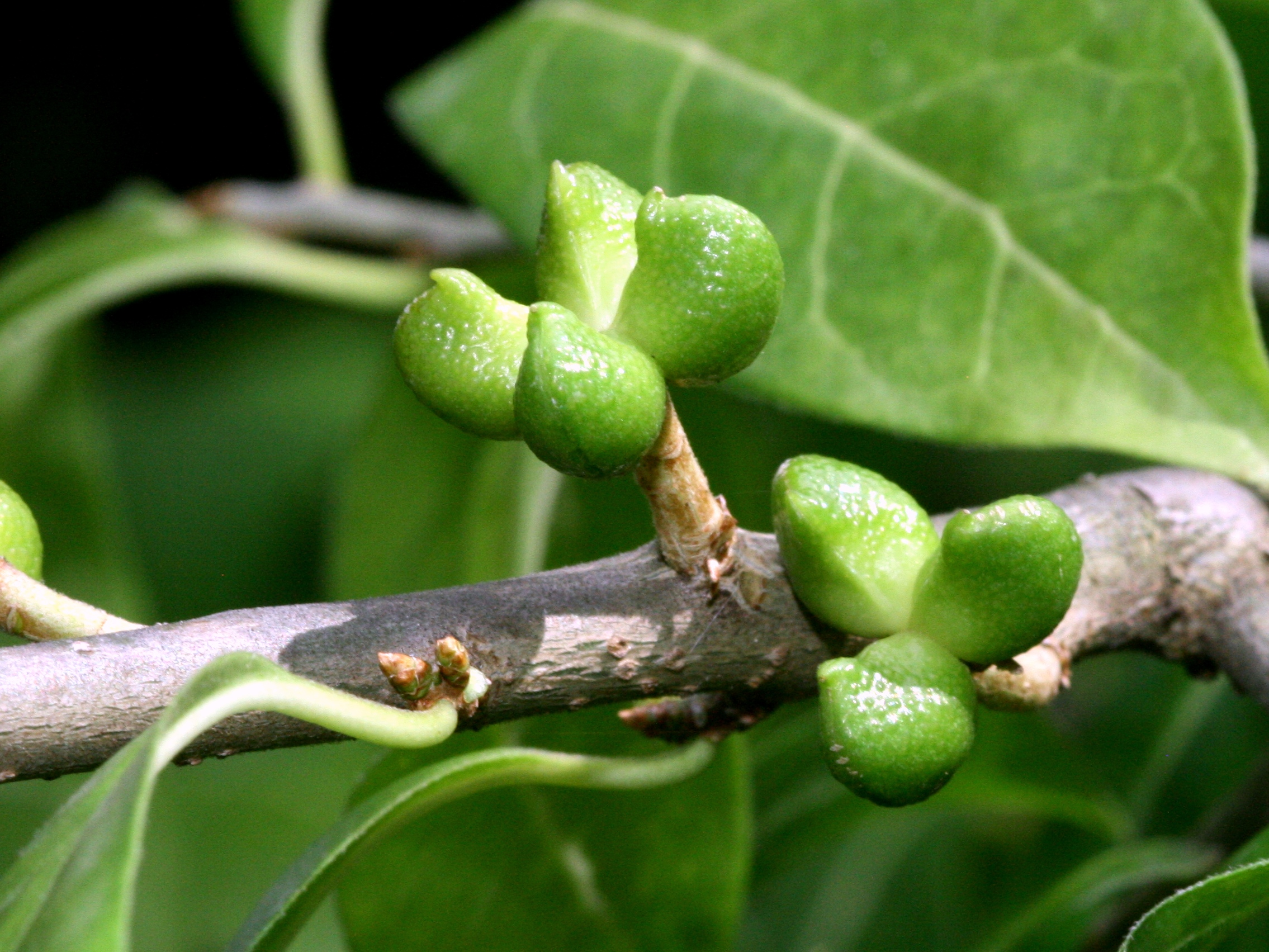
Unreife Kapselfrucht von Orixa japonica

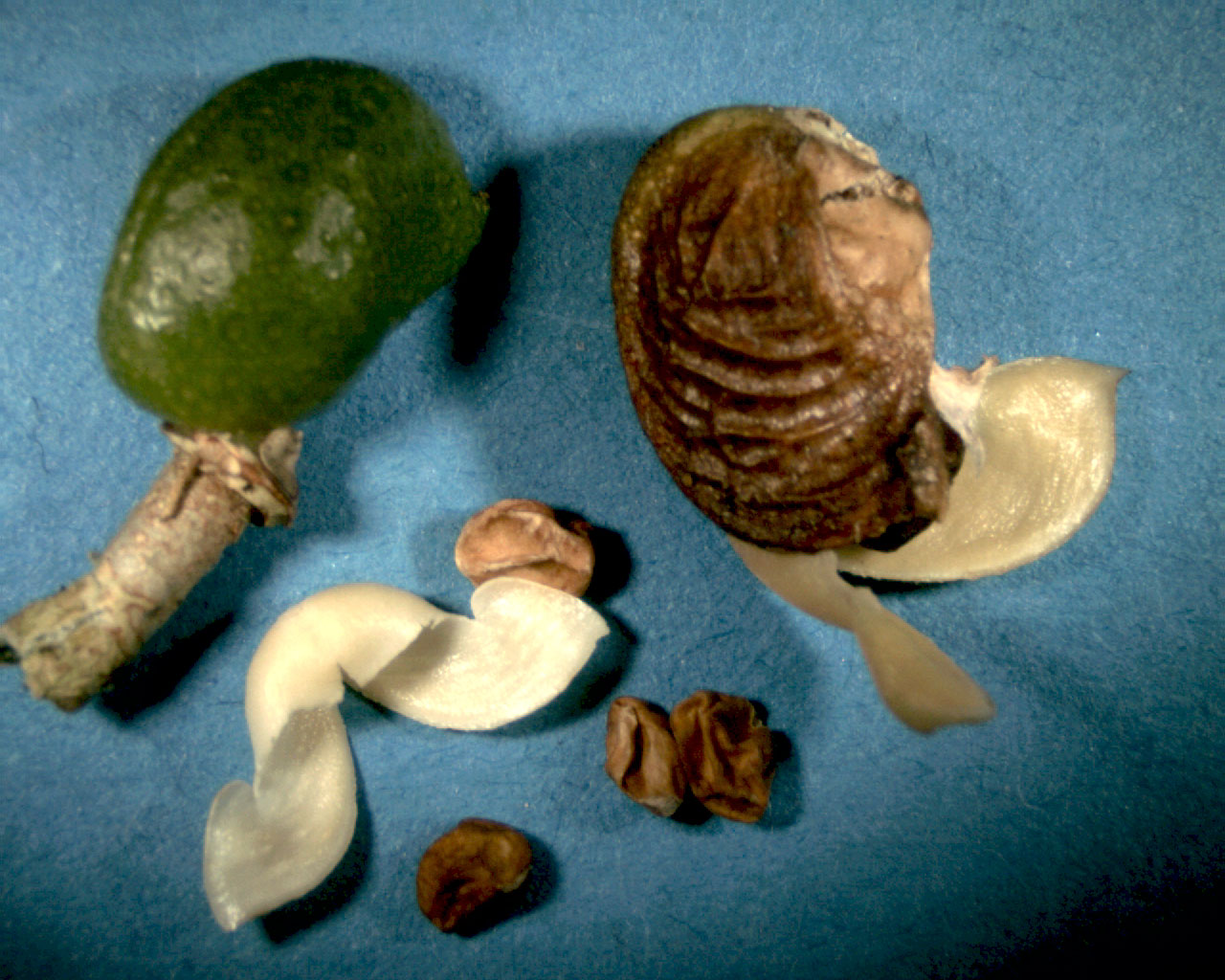
Kapselfrucht, Endokarp (weiß) und Samen

Orixa japonica ist zweihäusig getrenntgeschlechtig (diözisch).
Im April bis Mai entwickeln sich die eingeschlechtigen Blüten, die weiblichen stehen einzeln und die männlichen in kleinen traubigen Blütenständen. Alle Blüten sind grünlich gefärbt und vierzählig. Auf die vier eiförmigen Kelchblätter sind an der Basis verwachsen. Die vier elliptischen und dachig angeordneten Kronblätter sind nur 3 mm lang. In den männlichen Blüten ist nur ein Kreis mit vier Staubblättern vorhanden. In den weiblichen Blüten sind die vier Fruchtblätter frei. Die kurzen Griffel sind teilweise verwachsen und enden mit vier Narbenästen.
Blütenformel: {\displaystyle \star K_{(4)}\;C_{4}\;A_{4}} oder {\displaystyle \star K_{(4)}\;C_{4}\;G_{\underline {4}}}

### Früchte und Samen
Die im unreifen Zustand grünlich gefärbte und später bräunlich werdende Frucht zerfällt bei der Reife in drei oder vier 8 bis 10 mm große Teilfrüchte (Spaltkapseln) – in der Flora of China beschreibt man die Frucht als ein bis vier nur an der Basis verwachsene Balgfrüchte. Diese enthalten jeweils nur einen schwarzen, kugeligen, etwa 4 mm großen Samen, welche ähnlich wie beim Diptam durch hygroskopische Spannungen autochor verbreitet werden.

### Chromosomenzahl
Es werden 20 Chromosomen in einem diploiden Satz genannt, vermutlich von den ursprünglichen 2n = 18 innerhalb der Rutaceae durch Dysploidie erhöht (Stace et al. 1993).

## Verbreitung
Diese Pflanzenart ist in Japan, im südlichen Korea und in den chinesischen Provinzen: Anhui, Fujian, Guizhou, südlichen Henan, Hubei, nordwestlichen Hunan, Jiangsu, nördlichen Jiangxi, südöstlichen Shaanxi, Sichuan, nordwestlichen Yunnan, Zhejiang beheimatet und kommt dort in Wäldern, Dickichten und sonnigen Hängen in Höhenlagen zwischen 500 und 1300 m vor.,

## Systematik
Die Gattung Orixa ist monotypisch. Synonyme für Orixa japonica Thunb. sind Othera orixa (Thunb.) Lam., Evodia ramiflora A.Gray, Celastrus orixa (Thunb.) Sieb. & Zucc., Celastrus japonicus (Thunb.) K.Koch und Celastrus dilatatus Thunb.

## Inhaltsstoffe
Wie in Ruta und Dictamnus kommen in Orixa ebenfalls die Furanocumarine Psoralen, Bergapten und Xanthotoxin vor, deren Konzentration in der Studie von Zobel & Brown (1990) die zweithöchste nach Ruta graveolens noch vor Heracleum mantegazzianum ist.